# Titanoceratops
Titanoceratops ouranos
Genre
Espèce
Titanoceratops (signifiant « face cornue titanesque ») est un genre éteint de dinosaures cératopsidés herbivores du Crétacé supérieur retrouvé au Nouveau-Mexique. Sa taille est estimée à 6,80 mètres pour une masse d'environ 6,55 tonnes, ce qui le rapproche des dimensions de Torosaurus et Triceratops. Il est le plus récent membre connu de la tribu des Triceratopsini. 
L'espèce type et seule espèce, Titanoceratops ouranos, a été nommée et décrite par Nicholas R. Longrich en 2011 à partir de restes rattachés préalablement au genre Pentaceratops. Le nom spécifique fait référence à Ouranos, père des titans selon la mythologie grecque.
Le genre est basé sur l'holotype OMNH 10165, constitué des fossiles d'un squelette partiel incluant un crâne et les mâchoires. L'emplacement exact de l'extraction de l'holotype de Titanoceratops n'est plus connu de nos jours. Les fossiles ont été trouvés dans les parties supérieures de la formation géologique de Fruitland ou les parties inférieures de la formation de Kirtland, toutes deux faisant partie du Kirtlandien.

## Classification
Titanoceratops a d'abord été classé dans le genre Pentaceratops, Longrich a déplacé le genre chez les Triceratopsini. Bien que déclaré synonyme de Pentaceratops par une étude, d'autres soutiennent que le genre est bien distinct,.
Le cladogramme suivant est tiré de la publication originale de Longrich in 2011 :
- - Leptoceratops
  - Protoceratops
  - 
    - Zuniceratops
    - 
      - Turanoceratops
      - 
        - Centrosaurinae
          - Avaceratops
          - 
            - Centrosaurus
            - 
              - Styracosaurus
              - Einiosaurus
              - 
                - Rubeosaurus
                - Pachyrhinosaurus

        - Chasmosaurinae
          - Chasmosaurus
          - 
            - 
              - Agujaceratops
              - Mojoceratops

            - 
              - Utahceratops
              - Pentaceratops
              - 
                - Kosmoceratops
                - 
                  - Anchiceratops
                  - 
                    - Arrhinoceratops
                    - Triceratopsini
                      - Titanoceratops
                      - 
                        - Eotriceratops
                        - 
                          - Torosaurus
                          - Triceratops